# Goldelbe
Goldelben oder Süddeutsche Mondtauben sind Farbentauben, die in Deutschland als ausgestorben gelten.
Sie unterscheiden sich vom Thurgauer Elmer durch ihre Rundhaube, einer Gefiederbildung, die den Hinterkopf bogenförmig umgibt. Die Grundfarbe dieser glattfüßigen Tauben ist sehr hell, fast elfenbeinfarbig. Sie tragen eine goldgelbe bis rötliche halbmondförmige Zeichnung auf dem Vorderhals sowie Flügel- und Schwanzbinde in gleicher Farbe. Ihre Augen sind dunkel oder orangerot.
Nach Schütte werden die Tauben in der ehemaligen Tschechoslowakei noch gezüchtet. Diese Tauben gleichen den rundkappigen Süddeutschen Farbentauben in ihrer Körperform vollkommen. Unter der Bezeichnung Mesickovy holub (= Mondtauben) gibt es sie dort auch ohne Flügel- und Schwanzbinde.
Da sich die Beschreibungen der Goldelben in der Literatur voneinander unterscheiden, stellt Wilhelm Bauer den Status der Goldelben als eigenständige Rasse in Frage und vermutet in ihnen eine Abart oder Kreuzung der Mondtaube mit Thurgauer Elmern. Auch den Autoren Bayer und Fischer war ihr Status als Süddeutsche Farbentauben unklar.